# Belén Succi
María Belén Succi (née le 16 octobre 1985 à Buenos Aires) est une joueuse de hockey sur gazon argentine.

## Carrière
Avec l'équipe d'Argentine de hockey sur gazon féminin, elle est médaillée de bronze aux Jeux olympiques d'été de 2008. Elle remporte aussi la Coupe du monde en 2010.